# Jack Rasmussen
Jack Finn Rasmussen (ur. 9 lutego 1923 we Frederiksbergu) – duński zapaśnik walczący w stylu klasycznym. Olimpijczyk z Helsinek 1952, gdzie zajął jedenaste miejsce w kategorii do 67 kg.
Mistrz Danii w: 1947 i 1952; drugi w 1949 i 1950 roku.

## Letnie Igrzyska Olimpijskie 1952
| Konkurencja          | Rundy eliminacyjne   | Rundy eliminacyjne       | Rundy eliminacyjne   | Klas. końcowa |
| Konkurencja          | Przeciwnik I         | Przeciwnik II            | Przeciwnik III       | Miejsce       |
| -------------------- | -------------------- | ------------------------ | -------------------- | ------------- |
| 67 kg styl klasyczny | Gustav Freij (SWE) P | Heini Nettesheim (FRG) Z | Szazam Safin (SUN) P | 11.           |